# Кубок Іспанії з футболу 1908
Кубок Іспанії з футболу 1908 — 6-й розіграш кубкового футбольного турніру в Іспанії. Титул вчетверте поспіль здобув Мадрид. Атлетік (Більбао) знявся зі змагання до їх початку.

## Фінал
| 12 квітня 1908 |

| Мадрид                  | 2:1      | Віго Спортінг |
| ----------------------- | -------- | ------------- |
| Нейра 41' Ревуельто 60' | Протокол | Посада 85'    |

| Кампо де О'Доннелл, Мадрид Глядачів: 4 000 Арбітр: Хосе Марія Абало |